# يوسف منصور
يوسف منصور (16 أبريل 1966 -)، ممثل ولاعب كونغ فو مصري.

## حياته
ممثل وبطل مصري في رياضة الكونج فو. ولد في القاهرة في عام 1966، وهاجر إلى الولايات المتحدة الأمريكية مع أسرته وهو التاسعة من عمره، واستقر به المقام في البداية في نيوجيرسي، ودرس علم النفس في الجامعة، كما تدرب على لعبة الكونج فو في الصين وأمريكا، ودخل المجال الفني بالصدفة حين قابل المخرج ابراهيم عفيفي، وعرض عليه للمشاركة للمرة الأولى من خلال فيلم (العجوز والبلطجي)، واشتهر بعدها خلال تسعينيات القرن العشرين بأفلامه التي اعتمدت على الفنون القتالية، منها (قبضة الهلالي، لا يا عنف دعوة للحب، الشرس). في عام 2001 قدم آخر أفلامه (بدر) والذي قام بتأليفه وإنتاجه وإخراجه، وشارك في بطولته مع ملكة جمال مصر لعام 1999 إنجي عبد الله.

## نبذة
عاش للفترة في الولايات المتحدة واشتهر بأدواره التي تقوم على أساس لعبة الكونغ فو، قام بإخراج فيلم «قط الصحراء» مع سعيد محمد وكتب قصص بعض أفلامه.

## أفلامه
| العمل           | العمل | الشخصية      | النوع  | معلومات             |
| --------------- | ----- | ------------ | ------ | ------------------- |
| بدر             | 2001  | بدر          | فيلم   | تأليف وإخراج وإنتاج |
| بيت العلالي     | 2000  |              | مسلسل  |                     |
| الرجل الشرس     | 1996  | خليل         | فيلم   |                     |
| ماستر سين       | 1996  | ضيف          | برنامج |                     |
| قط الصحراء      | 1995  | يوسف         | فيلم   |                     |
| ميكانيكا        | 1993  | منصور        | فيلم   |                     |
| لا يا عنف       | 1993  |              | فيلم   |                     |
| الشرس           | 1992  | منصور        | فيلم   |                     |
| البلدوزر        | 1992  | منصور        | فيلم   | تأليف وإنتاج        |
| جحيم امرأة      | 1992  | أحمد         | فيلم   |                     |
| قبضة الهلالي    | 1991  | صابر الهلالي | فيلم   |                     |
| سوق الحلاوة     | 1990  | حسن          | مسرحية |                     |
| العجوز والبلطجي | 1989  | حسن          | فيلم   |                     |
| قلوب عطشى       |       |              | مسلسل  |                     |

## وصلات
1. ↑  "يوسف منصور - تمثيل فيلموجرافيا، صور، فيديو". elCinema.com. مؤرشف من الأصل في 2023-06-06. اطلع عليه بتاريخ 2023-01-14.
2. ↑  "«المخرج عايز كده».. يوسف منصور عن مشهد «قبضة الهلالي» الشهير | المصري اليوم". www.almasryalyoum.com. مؤرشف من الأصل في 2023-01-14. اطلع عليه بتاريخ 2023-01-14.
3. ↑  "يوسف منصور - اليوم السابع". اليوم السابع | Youm7. مؤرشف من الأصل في 2023-01-14. اطلع عليه بتاريخ 2023-01-14.
4. ↑  "يوسف منصور - تمثيل فيلموجرافيا، صور، فيديو". elCinema.com. مؤرشف من الأصل في 2023-06-06. اطلع عليه بتاريخ 2024-04-29.
5. ↑  "ظهور تلفزيوني للفنان يوسف منصور يلقى تفاعلاً بين المصريين". aawsat.com. مؤرشف من الأصل في 2023-10-10. اطلع عليه بتاريخ 2024-04-29.
6. ↑  "بعد 15 عامًا على وفاتها.. يوسف منصور يفجر مفاجأة عن سوزان تميم". مصراوي.كوم. مؤرشف من الأصل في 2023-10-07. اطلع عليه بتاريخ 2024-04-29.
7. ↑  "يوسف منصور يكشف سبب انتقاده في أفلامة وكيف شفى من ." اليوم السابع. مؤرشف من الأصل في 2024-01-21.

- يوسف منصور على موقع الدهليز
- يوسف منصور على موقع قاعدة بيانات الأفلام العربية